# Compagnia Generale dei Tramways Piemontesi
La Compagnia Generale dei Tramways Piemontesi (CGTP) era un'azienda attiva nella costruzione ed esercizio di linee tranviarie, che operò nella province di Torino e Cuneo tra il 1882 e il 1936.

## Storia
Nel 1880 l'ingegner Giuseppe Bonelli, rappresentante del banchiere belga Rodolfo Coumond, presentò alla Deputazione provinciale di Torino domanda per la concessione delle linee Torino-Carignano-Carmagnola e Torino-Carignano-Moretta-Saluzzo; l'autorizzazione alla costruzione della tratta Torino-Carmagnola fu ottenuta nel febbraio 1881. Il successivo 26 ottobre furono aperte le tratte Torino-Moretta e Carignano-Carmagnola, e il 25 luglio 1882 fu aperta la tratta da Moretta a Saluzzo: la linea faceva capo alla Compagnie Générale des Tramways à Vapeur Piémontais (CGTVP), diretta da Coumond, che nel 1882 rilevò dal banchiere francese Alfonso Raoul Berrier-Delaleu, in difficoltà economiche per la costruzione delle tranvie Asti-Cortanze e Asti-Canale, le concessioni delle linee Saluzzo-Cuneo, Cuneo-Dronero, Pinerolo-Cavour e Saluzzo-Revello. Con l'assorbimento delle linee di Berrier-Delaleu si costituì la Compagnia Generale dei Tramways Piemontesi (CGTP), con sede legale a Bruxelles, sede amministrativa a Torino e direzione d'esercizio a Saluzzo, che sino alla prima guerra mondiale espanse la propria rete; tra il 1903 e il 1907 la società dichiarava un utile pari al 32% del prodotto l'esercizio, il maggiore tra tutte le tranvie piemontesi.
Passata la prima guerra mondiale la CGTP, per ridurre i costi d'esercizio (manodopera, combustibili, manutenzione) e incrementare le velocità nella seconda metà degli anni venti sperimentò un'automotrice a benzolo, per poi orientarsi sull'impiego di elettromotrici ad accumulatori su spinta del direttore generale dottor Pietro Lo Balbo. La trazione ad accumulatori, impiegata in quegli anni anche su varie tranvie e ferrovie secondarie italiane  è favorita anche dal Governo: l'articolo 35 del Regio decreto legge nº 2150 del 2 agosto 1929 accorda sovvenzioni chilometriche fino a 10.000 lire per 35 anni. Dal dicembre 1925 furono sperimentate due automotrici ad accumulatori a due assi sulla Torino-Carmagnola con buon successo di pubblico, tanto da spingere la CGTP a costruire altre unità e ad acquistare motrici più capienti a carrelli per la Torino-Saluzzo-Cuneo, entrate in servizio domenica 2 novembre 1930.
Con le elettromotrici il servizio migliorò, ma non fu sufficiente a contrastare l'avanzata delle autolinee: il 1º maggio 1935 le linee Saluzzo-Pinerolo, Saluzzo-Revello-Paesana, Revello-Barge e Cuneo-Boves, con scarso traffico o con profili accidentati, furono sostituite da autolinee affidate alla Società Anonima Autolinee Piemontesi, consociata della CGTP. L'anno successivo il capitale della CGTP passò in mani italiane; la società cambiò denominazione in Società Anonima Tramvie Interprovinciali Piemontesi (SATIP) con sede a Torino e direzione d'esercizio a Saluzzo.

## Impianti eserciti

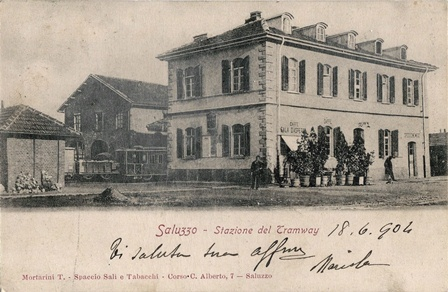
La stazione tranviaria di Saluzzo, centro della rete CGTP

Nel corso degli anni di attività, la CGTP esercì un'estesa rete di tranvie (per complessivi 189,965 km) a scartamento ridotto (1100 mm) facenti capo a Saluzzo. Nel periodo di massima espansione della rete, erano in esercizio le seguenti linee:
- tranvia Cuneo-Dronero, aperta nel 1879 dalla Società Anonima Tramway da Cuneo a Dronero facente capo a Berrier-Delaleu, incorporata dalla CGTP nel 1882
- tranvia Saluzzo-Cuneo, aperta nel 1880 dalla Società Anonima Tramway Cuneo-Busca-Saluzzo facente capo a Berrier-Delaleu, incorporata dalla CGTP nel 1882
- tranvia Torino-Saluzzo/Carmagnola, costruita dalla CGTVP, aperta tra il 1881 e il 1882
- tranvia Saluzzo-Pinerolo, aperta dalla S.A. Tramway Cuneo-Busca-Saluzzo nel 1881 nella tratta Pinerolo-Cavour e completata dalla CGTP l'anno successivo; chiusa nel 1935
- tranvia Saluzzo-Revello-Paesana, aperta dalla S.A. Tramway Cuneo-Busca-Saluzzo nel 1881 nella tratta Saluzzo-Revello e completata dalla CGTP nel 1905; chiusa nel 1935
- tranvia Costigliole-Venasca, aperta dalla CGTP nel 1887
- tranvia Cuneo-Boves, aperta dalla CGTP nel 1903, chiusa nel 1935
- tranvia Revello-Barge, aperta dalla CGTP nel 1915, chiusa nel 1935

## Materiale rotabile

### Motrici
La CGTVP utilizzò inizialmente sulla linea Torino-Saluzzo/Carmagnola locomotive a vapore Henschel & Sohn e carrozze di costruzione Grondona.
Con l'acquisizione delle linee di Berrier-Delaleu entrarono nel parco rotabili CGTP anche le otto locotender costruite dalla SLM per le linee Cuneo-Dronero e Cuneo-Saluzzo, radiate entro il 1920, e una locomotiva Hagans; entrambi i tipi erano a due assi.
Ad esse seguirono altre locomotive tranviarie, costruite da Krauss e Henschel, consegnate sino al 1909, oltre a due Breda; due Borsig furono acquistate dalla tranvia Pinerolo-Perosa Argentina. Il parco CGTP giungerà a contarne complessivamente 40..
Nel 1925 la CGTP ordinò un'automotrice DWK Tipo IV alla Romeo per la propria rete sociale, sulla quale prestò servizio per circa un decennio con scarsi risultati.
Poco dopo si sperimentò la trazione ad accumulatori, già provata su altre linee tranviarie italiane: le Officine di Savigliano costruirono due automotrici sui telai di carrozze a due assi Grondona, spinti da due motori da 13 CV l'uno: tali elettromotrici diedero buoni risultati, riducendo i tempi di percorrenza del 30%. Fu successivamente allestita un'ulteriore serie di quattro automotrici, due costruite dalle officine di Savigliano e due dalle officine CGTP sulla base di carrozze, mosse da due motori per complessivi 40 CV.
La sperimentazione ebbe successo, tanto che la CGTP ordinò nel 1929 tre automotrici a carrelli, costruite dalla Carminati e Toselli con parte elettrica TIBB, in servizio dal 1930; nel 1933 ne furono consegnate altre tre.

### Carrozze e carri merce
Le prime carrozze furono fornite dalla Locati di Torino (non più di 12 unità, a due assi e terrazzini); successivamente la Grondona fornì una sessantina di carrozze, sempre a due assi e terrazzini ma più comode.
Le carrozze Locati furono radiate tra il 1910 e il 1920; in quegli anni le Officine Meccaniche di Pinerolo fornirono 28 carrozze a vestiboli chiusi (quattro miste di I e II classe, le altre di II classe), più lunghe delle precedenti e impiegate principalmente sulle linee Torino-Carmagnola, Torino-Saluzzo-Cuneo e Cuneo-Dronero, inoltre parte delle vetture Grondona furono trasformate a terrazzini chiusi. Nei primi anni Trenta arrivarono due carrozze a due assi e terrazzini provenienti dalla tranvia Messina-Barcellona Pozzo di Gotto, i cui soci erano gli stessi della CGTP, ma non prestarono mai servizio.
Nel 1930 risultavano in servizio circa 400 carri merce, di cui 60 chiusi e 45 a sponde basse.

### Materiale motore - prospetto di sintesi
| Unità   | Anno di costruzione | Costruttore | Tipo                                   | Note                                                                      |
| ------- | ------------------- | ----------- | -------------------------------------- | ------------------------------------------------------------------------- |
| 1÷5     | 1879-1880           | SLM         | Locotender a 2 assi                    | ex Berrier-Delaleu per la Cuneo-Dronero                                   |
| 1÷3     | 1879-1880           | SLM         | Locotender a 2 assi                    | ex Berrier-Delaleu per la Saluzzo-Cuneo                                   |
| 4       | 1881                | Hagans      |                                        | ex Berrier-Delaleu                                                        |
| 5÷7     | 1881                | Krauss      | A 2 assi                               | costruite per la Pinerolo-Cavour                                          |
| 10÷17   | 1881                | Henschel    | A 2 assi                               |                                                                           |
| 18      | 1909                | Henschel    | A 2 assi                               |                                                                           |
| 19÷27   | 1882                | Henschel    | A 2 assi                               |                                                                           |
| 28÷35   | 1888                | Henschel    | A 2 assi                               |                                                                           |
| 36÷38   | 1907                | Henschel    | A 2 assi                               |                                                                           |
| 1÷2     |                     | Breda       |                                        |                                                                           |
| 1÷2     |                     | Borsig      |                                        | ex Pinerolo-Perosa Argentina                                              |
| 51, 57  | 1925                | SNOS        | Automotrici ad accumulatori a due assi | costruite per la Torino-Carmagnola                                        |
| 3÷4     | 1927                | SNOS        | Automotrici ad accumulatori a due assi | costruite per Saluzzo-Revello-Paesana, Revello-Barge, Costigliole-Venasca |
| 5÷6     | 1927                | SNOS        | Automotrici ad accumulatori a due assi | costruite per Saluzzo-Revello-Paesana, Revello-Barge, Costigliole-Venasca |
| 101÷106 | 1929-1932           | C&T-TIBB    | Automotrici ad accumulatori a carrelli | costruite per Torino-Saluzzo-Cuneo, Cuneo-Dronero, Cuneo-Boves            |